# Renault R28
Renault R28, ili R28 je bolid francuske momčadi Renault F1 za sezonu 2008. ING Renault F1 Team službeno je 31. siječnja 2008. predstavio R28 i novu vozačku postavu, u središnjem uredu Renault komunikacija u Boulogne-Billancourt, na obali rijeke Seine u jugozapadnom Parizu.

## Bolid

### Tehnička analiza
Renault F1 Team je počeo, i to vrlo rano, s radom na novom R28 nakon razočaravajućeg R27. R28 bio je spoj novih solucija i isprobane tehnologije, nastao na snazi svog prethodnika uz eliminaciju njegovih slabosti. Tim je promijenio prednji dizajn bolida kako bi uspio izvući maksimum iz Bridgestonovih guma, što im je bio veliki problem prošle sezone. Drugi je zahtjev bio prolagoditi bolid novim pravilima vezanim uz mjenjač, elektroniku te zabranu kontrole proklizavanja i još nekih sustava poput kočenja motorom. Tim je naporno radio na svim komponentama, a posebno na aerodinamici. Pozornost se posvetila prednjem dijelu koji je dobio potpuno novo prednje krilce kao i novi ovjes. Stražnji dio je također potpuno preuređen, a osnova bolida nije mijenjana.
R28 je po prvi put vožen u Valenciji, u ponedjeljak 21. siječnja 2008. Tijekom četverodnevnog testa, bolid je odradio preko 1500 km, čime je pokazao snažnu pouzdanost usprkos brojnim promjenama prema tehničkim propisima za 2008.

### Vozačke promjene
Nakon što lanjski dvojac Fisichella/Kovalainen nijednom nije stao na najvišu stepenicu pobjedničkog postolja, da se slično ne ponovi u sezoni 2008. pobrinula se uprava Renaulta te je promijenjen tandem vozača. Stigao je povratnik Fernando Alonso nakon kratkog odlaska u McLaren, dok se njemu pridružio sin legendarnog Piqueta, Nelson Piquet Jr.

## Sezona 2008.

### Loš početak sezone za Renault
Nakon testiranja u Španjolskoj Alonso je već na početku sezone objavio da se Renault nakon prvih dojmova kako neće biti u mogućnosti boriti se za podij, a kamoli za pobjede, naglasivši da su ispred njih dva Ferrarija, dva McLarena i dva BMW Saubera. Na kvalifikacijama VN Australije u Albert Parku Alonso se u R28 plasirao s tek dvanaestim mjestom, a Piquet na pretposljednje. Međutim, u uzbudljivoj utrci Alonso je zauzeo je četvrto mjesto, dok Piquet nije završio utrku. Na kvalifikacijama VN Malezije Alonso je iskoristio kažnjavanje McLarena zbog usporavanja prometa i nakon što se plasirao na 9. mjesto, pomaknut je dvije pozicije više. Piquet je uspio izboriti Q2 i ostvariti 13. mjesto. U utrci Alonso je iscrpio svu snagu iz R28 i uzeti osmo mjesto. Piquet je tijekom utrke uspio izboriti dva plasmana više i završiti na 11. mjestu. Renault je nakon 10. mjesta Alonsa i odustajanja Piqueta u Bahreinu kupio super računalo "Xtreme-X2" koji se koristi kod raznih proračuna najčešće vezanih s dinamikom fluida čime bi čak pet puta povećao dosadašnje računalne mogućnosti ekipe. Time se trebalo ubrzati povratak Renaulta u nekadašnju formu iz 2005. i 2006.
Alonsov R28 je na kvalifikacijama za VN Španjolske iznenađujuće zauzeo 2. mjesto, no visok plasman bio je više rezultat manjka goriva u bolidu. No, među prvih deset vozača našao se i Piquet i time zaokružio dobre kvalifikacije. Utrka nije sjajno počela kada je Alonso već u krugu zagrijavanja na Catalunyi zamalo pogodio i ogradu koja odvaja boks od staze, a zatim u utrci i eksploziju motora zbog čega je bio prisiljava parkirati bolid pored staze. Također, kao Alonso, Piquet je odustao nakon što se Sebastien Bourdais u Toro Rossu cijelim bolidom zabija u njegov R28.
Na kvalifikacijama za VN Turske Alonso je svoj Renault plasirao na sedmo mjesto, a Piquet još jednom ispao u Q1 i ostvario 17. mjesto. Alonso je u utrci napredovao jedno mjesto, dok Piquet dva mjesta gore. Identične kvalifikacije kao na VN Turske Renault je odvozio i na kvalifikacijama za VN Monaka. Alonso je utrku uz probleme kada je cijeli krug morao odvoziti s probušenom gumom uspio završiti na 10. mjestu, a Piquet se nakon branjenja od nasrtaja Williamsa Nice Rosberga zabija u ogradu i završavio svoj nastup u Monte Carlu. Vrlo dobar kvalifikacijski nastup imao je Alonso u Kanadi i plasirao se u drugi red na startu (4. mjesto), no još jedne razočaravajuće kvalifkacije imao je Piquet svojim 15. mjestom. Sama utrka za Renault je bila loša jer je Alonso zapeo iza Heidfelda, pa ga je u 45. krugu pokušao prestići, no na izlazu iz zavoja izgubio je kontrolu i zabio se u zid. Piquet je također još jednom odustao.

### Prijelomnica sezone za Renault
VN Francuske na Magny-Coursu bila je nekakva prijelomnica sezone za Renault, Piquet je odvozio dobru utrku i završio na 7. mjestu, a odmah iza njega bio je Alonso na osmome. Prvi puta u sezoni oba Renaulta uzeli su bodove. Na kvalifikacija za VN Velike Britanije šesto i sedmo mjesto zauzeli su Alonso i Piquet, dok je u utrci Alonso zadržao svoje mjesto, a Piquet odustao. U Njemačkoj na osnovu odlične strategije za Piqueta stiglo je prvo postolje za Renault koji je osvojio 2. mjesto, iako je tijek utrke bio i neko vrijeme prvi. Alonso utrku nije završio u bodovima završivši 11. u poretku.
Kako je sezona odmicala prema završetku R28 bio je sve konkurentniji. Na VN Mađarske u Hungaroringu oba Renaulta na kraju utrke završili su na četvrtom, odnosno šestom mjestu. Izuzevši utrku VN Europe u Valenciji, gdje je Alonso odustao zbog loma stražnjeg krila i 11. mjesta Piqueta, Renault se borio za postolja. VN Belgije na Spa Francorchampsu i VN Italije na Monzi Alonsu je donijela dva četvrta mjesta. Iako s velikim problemima za Renault u kvalifikacijama VN Singapura, utrka je bila sjajna, a Alonso koji je startao na 15. mjestu, uz malo sreće stigao je do prve pobjede sezone, dok Piquet nije završio utrku zbog izlijetanja. Dobra forma nastavila se i na VN Japana na stazi Fuji, gdje je Alonso ostvario još jednu pobjedu, dok je Piquet bio četvrti na kraju.  U Kini se u Renault nadao da mogu do još jednog slavlja, no solidno četvrto mjesto Alonsa i osmo Piqueta, bilo je sjajno nakon lošeg početka sezone. U posljednjoj utrci sezone za VN Brazila R28 Alonsa bio je dobar, i nakon što je na početku iskoristio izvrtavanje Kovalainena do kraja utrke držao je svoje drugo mjesto i time završio solidnu sezonu. Piquet nije završio posljednju utrku sezone. 

## Potpuni popis rezultata u F1
(legenda) (Utrke označene debelim slovima označuju najbolju startnu poziciju) (Utrke označene kosim slovima označuju najbrži krug utrke)
| Godina | Momčad              | Motor           | Gume | Vozači | 1   | 2   | 3   | 4   | 5   | 6   | 7   | 8   | 9   | 10  | 11  | 12  | 13  | 14  | 15  | 16  | 17  | 18  | Bodova | Poredak |
| ------ | ------------------- | --------------- | ---- | ------ | --- | --- | --- | --- | --- | --- | --- | --- | --- | --- | --- | --- | --- | --- | --- | --- | --- | --- | ------ | ------- |
| 2008.  | ING Renault F1 Team | Renault RS27 V8 | B    |        | AUS | MAL | BHR | ŠPA | TUR | MON | KAN | FRA | VBR | NJE | MAĐ | EUR | BEL | ITA | SIN | JAP | KIN | BRA | 80     | 4.      |
| 2008.  | ING Renault F1 Team | Renault RS27 V8 | B    | Alonso | 4   | 8   | 10  | Ret | 6   | 10  | Ret | 8   | 6   | 11  | 4   | Ret | 4   | 4   | 1   | 1   | 4   | 2   | 80     | 4.      |
| 2008.  | ING Renault F1 Team | Renault RS27 V8 | B    | Piquet | Ret | 11  | Ret | Ret | 15  | Ret | Ret | 7   | Ret | 2   | 6   | 11  | Ret | 10  | Ret | 4   | 8   | Ret | 80     | 4.      |

## Vanjske poveznice
- Službena stranica Renault F1 Team  Arhivirana inačica izvorne stranice od 26. svibnja 2005. (Wayback Machine)